# ハルサーエイカー2
『ハルサーエイカー2』は、2012年10月6日から12月29日まで、沖縄テレビで放送されていた特撮番組。

## 概要
- 『ハルサーエイカー』の続編で、シリーズとしては第2作となる。
- 『ハルサーエイカー』同様に、県外の放送局でも放送されていた[1]。
- 本編の続編として後述する映画『ハルサーエイカー THE MOVIE エイカーズ』が2015年1月に公開された。ハルが主人公になり、ノーグ及びドブーたちのデザイン造形も一新されている。
- 2では中途半端な変身で劇場版エイカーズで初登場したハルサーハルとサマリタン・チリーが2015年11月公開の映画「日本ローカルヒーロー大決戦」に客演している。

## ストーリー
- 沖縄の自然と畑を護ってきたハルサー一族の末裔である、ハルサーエイカーのアイ。彼女は戦いの末に永遠の不作を食い止めることが出来た。だが沖縄には永遠の不作のダメージがまだ残っていた。そんな彼女がともに戦ってきたノーグカマーとヘラーを直すために、カンジャーエイカー（鍛冶屋のエイカー）になった姉ハルを尋ねて南部へ行く。そこで出合ったのはかつて探した黄金（クガニ）野菜に似た、クガニフードを人工的に作り出す灰間博士と復活したサマリタン・ドブーとチリーであった。ハルサーアイの新たな戦いが始まる。

## キャスト
- 田畑アイ（ハルサー・アイ）：福田萌子
- 田畑ハル：AKINA
- 田畑ジョー：尚玄
- ノーグ・カマー：知念臣悟（パーラナイサーラナイ）
- ノーグ・ヘラー：山城智二
- イケメンヘラー：王傳一
- アギヤー・リョウ：平安信行
- ゥワー仙人：けいたりん（ぐるくんず）
- 灰間博士/ドクターZO：津波信一
- 又吉愛造：比嘉恭平
- サマリタン・チリー：知念臣一郎
- サマリタン・ドブー：仲座健太（ハンサム）
- 収：ベンビー
- 田畑豊作 : 仲嶺眞永
- 兼城秀善 : アカバナー青年会
- 大兼久清純 : 城間祐司（ゆうりきや〜[2]）
- 大兼久ひかり : 垣花きらら
- 空手家・具志堅 : 島袋寛之
- クガニフード応援団 : TOMOKI、ドラゴンエマニエルきっぺい、パラダイスプランつばさ、ジャンクトップたいわ、330あらた、ノースバレイせいちゃん、ノースバレイこうじ

### スーツアクション
- 伊禮友希恵
- 打越陽二朗
- 島袋寛之

## スタッフ
- 製作著作：エイカーパートナーズ、比嘉ブラザーズ
- 制作：エイカーフィルム、有限会社CMC
- 企画：渡口政旬
- プロデューサー：高山創一
- ラインプロデューサー：池原健
- 原案・原作・脚本：山田優樹
- 演出・脚本：岸本司
- 助監督：石田玲奈
- 音楽：迎里中
- アクション指導：打越陽二朗
- キャラクターデザイン&コスチューム製作：比嘉ブラザーズ
- CGI：Team Natchang（チームなっちゃん）
- 技術協力：F'S GAME、SaT、WishPro
- 照明機材：AND FILM STUDIO
- キャスティング協力：FECオフィス、TEAM SPOT JUMBLE
- 音楽協力：スパイスミュージック、ハイ・ウェーブ
- 制作協力：沖縄テレビ、C-POP TV

## 主題歌

### OP
- 『Rise & Shine』
  - 歌：MONGOL800

### ED
- 『擦り傷ヒーロー』
  - 歌：シベリアンスカンク

## 放送リスト
|          | タイトル                         | 放送日         |
| 第一話   | あたらしい季節に再び出会うばーよ | 2012年10月6日  |
| 第二話   | クガニフードが地球を救う?        | 2012年10月13日 |
| 第三話   | ドブチリ復活のひみつ             | 2012年10月20日 |
| 第四話   | サビついた心                     | 2012年10月27日 |
| 第五話   | ヘラー復活                       | 2012年11月3日  |
| 第六話   | 灰間博士の野望                   | 2012年11月10日 |
| 第七話   | 囚われたリョウ                   | 2012年11月17日 |
| 第八話   | ドクターZO現る                   | 2012年11月24日 |
| 第九話   | 修行の森                         | 2012年12月1日  |
| 第十話   | 立ちあがれハル                   | 2012年12月8日  |
| 第十一話 | アイVSハル                       | 2012年12月15日 |
| 第十二話 | 永遠の豊年祭                     | 2012年12月22日 |
| 第十三話 | ダブル・クラスト                 | 2012年12月29日 |

## 放送局
| 放送地域   | 放送局         | 放送期間                 | 放送日時           | 系列           |
| ---------- | -------------- | ------------------------ | ------------------ | -------------- |
| 沖縄県     | 沖縄テレビ     | 2012年10月6日 - 12月29日 | 土曜 10:30 - 11:00 | フジテレビ系列 |
| 群馬県     | 群馬テレビ     | 2013年7月6日 - 10月12日  | 土曜 8:30 - 9:00   | 独立局         |
| 中京広域圏 | メ〜テレ       | 2013年7月9日 - 10月15日  | 火曜 25:59 - 26:29 | テレビ朝日系列 |
| 岩手県     | IBC岩手放送    | 2013年9月13日 - 12月6日  | 金曜 15:50 - 16:19 | TBS系列        |
| 千葉県     | 千葉テレビ放送 | 2014年6月30日 - 不明     | 月曜 17:30 - 18:00 | 独立局         |
| 兵庫県     | サンテレビ     | 2014年7月4日 - 不明      | 金曜 7:30 - 8:00   | 独立局         |
| 埼玉県     | テレビ埼玉     | 2014年7月5日 - 不明      | 土曜 11:00 - 11:30 | 独立局         |
| 神奈川県   | テレビ神奈川   | 2014年7月19日 - 不明     | 土曜 18:30 - 19:00 | 独立局         |

## 映画『ハルサーエイカー THE MOVIE エイカーズ』

### キャスト
- 田畑ハル（ハルサー・ハル）：AKINA
- 田畑アイ：福田萌子
- ノーグ・カマー：知念臣悟（パーラナイサーラナイ）
- ノーグ・ヘラー：山城智二
- 木の葉（声）：津波信一
- 又吉愛造：比嘉恭平
- サマリタン・チリー：知念臣一郎
- サマリタン・ドブー：仲座健太（ハンサム）
- 収：ベンビー
- 田畑豊作 : 仲嶺眞永

### スタッフ
- 監督：岸本司
- 脚本：山田優樹、岸本司
- 製作：野澤俊雄、福嶋更一郎、山崎浩一、渡口政旬
- エグゼクティブ・プロデューサー：竹之内良和、野崎久也、金子学
- プロデューサー：高山創一、冨里梓
- 共同プロデューサー：川本亞美、石山孝紀、河口芳佳、那須惠太朗
- 音楽：迎里中
- 撮影：小橋川和弘
- 照明：鳥越博文
- 録音：横澤匡広
- 美術：濱田智有希
- スーツデザイン原案：DOKUTOKU460
- スーツ造形監修：西村喜廣
- 編集：又吉安則
- スタイリスト＆ヘアメイク：佐藤晃
- アクション：打越陽二朗
- 助監督：石田玲奈
- 制作担当：後藤聡
- ライン・プロデューサー：池原健

### 関連楽曲
- 主題歌
- 『夢スターダスト』
  - 歌：シベリアンスカンク
- ED
- 『Rise & Shine』
  - 歌：MONGOL800